# La batalla del Campo del Este

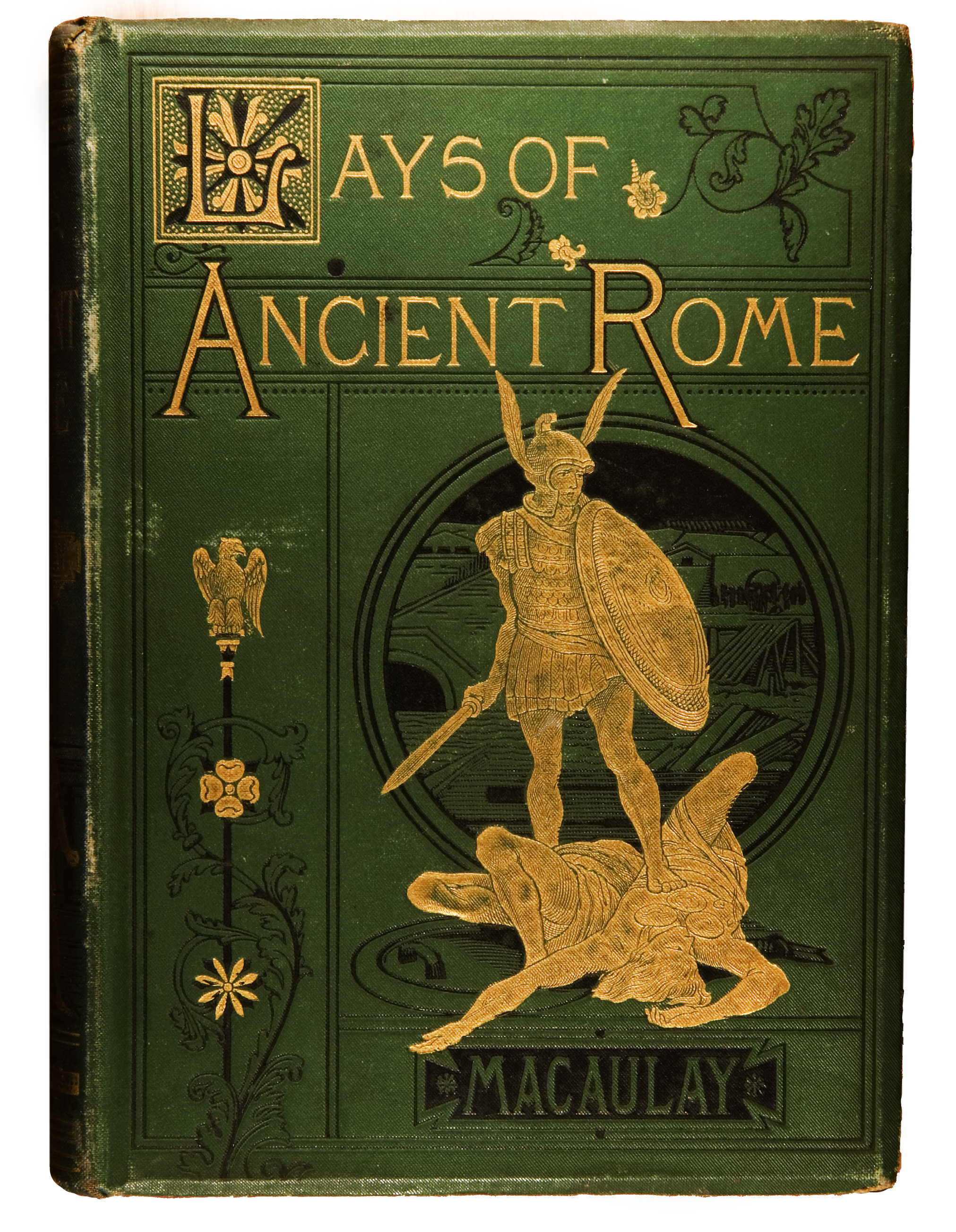
El primer poema conocido de Tolkien se basó en los Cantos populares de la Antigua Roma, de Thomas Macaulay.

La batalla del Campo del Este (The Battle of the Eastern Field en el original en inglés) es el primer poema que J. R. R. Tolkien consiguió publicar. Se trata de una parodia de la obra Cantos populares de la Antigua Roma de Thomas Babbington Macaulay.
Apareció en el número de marzo de 1911 del periódico de su escuela, The King Edward's School Chronicle (volumen 26, número 196, páginas 22 a 26), cuando Tolkien tenía una edad de diecinueve años.
Fue reimpreso en el número de 1978 de la revista Mallorn (número 12, páginas 24 a 28).